# Tegula maculostriata
Tegula maculostriata är en snäckart som först beskrevs av C. B. Adams.  Tegula maculostriata ingår i släktet Tegula och familjen pärlemorsnäckor. Inga underarter finns listade i Catalogue of Life.